# Мерекаи
Мерекаи — деревня в составе Ординского муниципального округа Пермского края России.

## Географическое положение
Деревня расположена в южной части округа на расстоянии примерно 28 километров по прямой на юг от села Орда.

## Климат
Климат континентальный, с продолжительной холодной и многоснежной зимой и сравнительно коротким, тёплым летом. Самым холодным месяцем в году является январь со средней месячной температурой воздуха −17,3 °С, самым тёплым — июль со средней месячной температурой +24,8 °С. Образование устойчивого снежного покрова происходит в среднем во второй декаде ноября, продолжительность снежного покрова — 170 дней. Средняя из наибольших декадных высот снежного покрова за зиму составляет 59 см. Нормативная глубина сезонного промерзания грунтов в зависимости от вида грунта составляет от 68 до 76 см. Разрушение устойчивого снежного покрова происходит в конце второй декады апреля. Годовая сумма осадков составляет в среднем 470—500 мм. Продолжительность вегетационного периода составляет 160 дней.

## История
Известна с 1719 года как деревня Телес, более позднее название — Мерекаева (в конечном виде Мерекаи) — дано по имени насельника начала XVIII века.
До мая 2019 года деревня входила в состав Медянского сельского поселения Ординского района, после упразднения которых входит непосредственно в состав Ординского муниципального округа.

## Население
Постоянное население составляло 341 человек в 2002 году (98 % татары), 321 человек в 2010 году.